# بخش جیان
بخش جیان (به لاتین: Jian'an District) یک منطقهٔ مسکونی در چین است که در شوچانگ واقع شده‌است. بخش جیان ۱٬۰۰۲ کیلومتر مربع مساحت و ۷۹۳٬۱۰۰ نفر جمعیت دارد.